# Man with a Plan
Man with a Plan (conocida como Un hombre, un plan en Latinoamérica) es una sitcom estadounidense creada por Jackie y Jeff Filgo y protagonizada por Matt LeBlanc. CBS encargó la serie el 13 de mayo de 2016. La serie se estrenó el 24 de octubre de 2016. El 14 de noviembre de 2016, CBS recogió la serie por una temporada completa de 19 episodios. El 6 de enero de 2017, CBS encargó tres episodios adicionales, aumentando a 22 episodios.
El 23 de marzo de 2017, CBS renovó la serie para una segunda temporada que se estrenó el 13 de noviembre de 2017. El 27 de noviembre de 2017, CBS encargó ocho episodios adicionales para la segunda temporada, sumando un total de 21 episodios.
El 12 de mayo de 2018, CBS renovó la serie para una tercera temporada, la cual fue estrenada el 4 de febrero de 2019. El 7 de mayo de 2020 se anunció que la serie terminará en su cuarta temporada el 28 de mayo de 2020

## Argumento
Cuando su esposa Andi vuelve a trabajar, el padre de la vieja escuela Adam Burns asume más de la responsabilidad de criar a sus tres hijos alborotadores (Kate, Emme y Teddy). Adam debe aprender a equilibrar este desafío con la gestión de un negocio de contratación con su hermano Don, mientras que al mismo tiempo trata con su padre dominante Joe. La serie se desarrolla en los suburbios de Pittsburgh.

## Reparto

### Principal
- Matt LeBlanc como Adam Burns.[11]
- Liza Snyder como Andi Burns.[11]
- Jessica Chaffin como Marie Faldonado.[11]
- Matt Cook como Lowell.[11]
- Grace Kaufman como Kate Burns.[11]
- Matthew McCann como Teddy Burns.[11]
- Hala Finley como Emme Burns.[11]
- Diana-Maria Riva como Sr. Rodriguez[11]
- Kevin Nealon como Don Burns.[11]
- Stacy Keach como Joe Burns.  (temporada 2–presente; recurrente temporada 1)
- Kali Rocha como Marcy Burns. (temporada 3; recurrente temporadas 1-2)

### Recurrentes
- Swoosie Kurtz como Beverly Burns.
- Christine Woods como Lisa McCaffrey.
- Sherri Shepherd como Joy.
- Tim Meadows como Rudy.

## Episodios
| Temporada | Temporada | Episodios | Episodios | Emisión original        | Emisión original    |
| Temporada | Temporada | Episodios | Episodios | Primera emisión         | Última emisión      |
| --------- | --------- | --------- | --------- | ----------------------- | ------------------- |
|           | 1         | 22        | 22        | 24 de octubre de 2016   | 15 de mayo de 2017  |
|           | 2         | 21        | 21        | 13 de noviembre de 2017 | 21 de mayo de 2018  |
|           | 3         | 13        | 13        | 4 de febrero de 2019    | 6 de mayo de 2019   |
|           | 4         | 13        | 13        | 2 de abril de 2020      | 11 de junio de 2020 |